# 磨憨駅
磨憨駅（まかんえき、モーハン駅、簡体字: 磨憨站）は、中華人民共和国雲南省シーサンパンナ・タイ族自治州勐臘県磨憨鎮に位置する、標高約760mにある鉄道駅である。駅舎は山岳を連想させる作りとなっており、隣のボーテン駅との間にラオスとの国境を有する。同駅からシーサンパンナ駅までは約140km、1時間17分で結んでいる。
駅がある磨憨鎮の人口は、鉄道開通前は2万人だったが開通から3年後の2024年には約4万人に増加。自動車で国境を通過するための国境検問所・モーハン口岸もある。